# Synagogue de Ratibor (1889-1938)

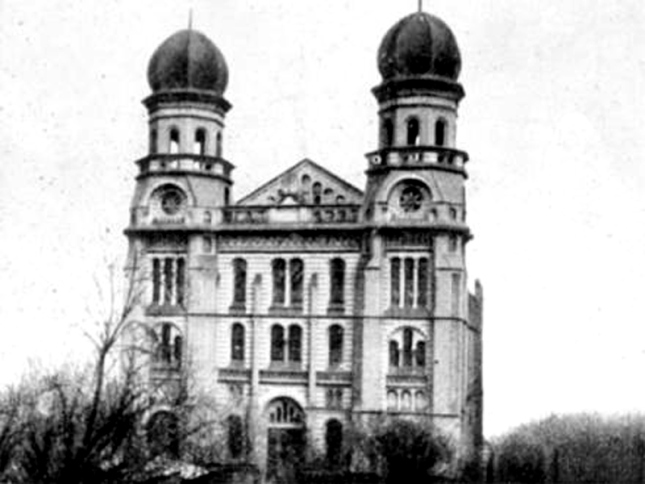
La façade principale de la synagogue côté ouest

La synagogue de Ratibor ou synagogue de Racibórz, inaugurée en 1890, a été détruite en 1938 lors de la nuit de Cristal comme la plupart des autres lieux de culte juif en Allemagne.
Ratibor  est, avant la Seconde Guerre mondiale, une ville allemande de la province de Haute-Silésie. Après la guerre, la ville est rattachée à la Pologne et porte désormais le nom de Racibórz. Elle fait actuellement partie de la voïvodie de Silésie et compte un peu plus de 57 000 habitants (115 000 avec l'agglomération).

## Histoire de la communauté juive

### La communauté juive jusqu'à l'émancipation
La présence de Juifs est attestée à Ratibor en 1367. Ceux-ci sont regroupés rue Sukiennicza (maintenant rue Solna) près des murs de la ville. Une première synagogue existe dans la Judengasse (ruelle des Juifs), à l'angle des rues actuelles Solna et Lecznicza. Les Juifs exercent principalement les métiers de négociants de bétail, d'artisans et de prêteurs sur gage.
Au début du XVIe siècle, l'intensification de la concurrence entre les marchands juifs et chrétiens en Silésie et l'enrichissement des Juifs provoquent un mécontentement croissant de la part des chrétiens. De nombreuses plaintes sont déposées auprès des autorités impériales de Vienne contre les Juifs. Utilisant l'atmosphère hostile à l'égard des Juifs, la ville de Ratibor adopte alors le privilège de non tolerandis Judaeis (interdisant aux Juifs d'habiter en ville), donné par le roi de Bohême Ladislas. Le 1er janvier 1510, le duc de Ratibor, Valentin, ordonne à tous les Juifs de quitter la ville. À partir de cette date, plus aucun Juif n'est autorisé à s'installer à l'intérieur des murs de la ville,,.
En 1526, la Silésie passe sous domination des empereurs allemands. La vie de la communauté juive est alors régie par le droit coutumier, réglementé par une loi de 1561, dite loi de la terre, dans in chapitre séparé intitulé Von Juden. Il indique les conditions d'installation des Juifs sur les terres des Habsbourg ainsi que le taux d'intérêt maximum autorisé pour les prêts effectués par les Juifs aux paysans et aux seigneurs.
À la suite de la guerre de Trente Ans (1618-1648) qui a conduit au dépeuplement de nombreuses villes de Silésie, et afin d'améliorer l'état de ses finances, l'empereur Ferdinand publie un édit en 1627, permettant aux Juifs de se réinstaller en ville, après avoir payé une taxe spéciale de 40 000 florins. L'édit impérial leur permet sous certaines conditions à un certain groupe de Juifs, dénommés privilegire Juden ou Hofjuden de pratiquer le commerce et l'artisanat. Il les autorise aussi à acquérir des propriétés et à percevoir droits et taxes. En 1713, l'empereur Charles VI émet un édit de tolérance (Toleranzpatent), permettant aux Juifs de s'installer en Silésie moyennant le paiement d'une taxe spéciale. Les Juifs ont le droit de pratiquer le commerce ambulant, mais cet édit ne s'applique pas à un certain nombre de villes dont Ratibor où les Juifs ne sont pas admis. Pour contourner cette interdiction, les Juifs s'installent en périphérie de la ville, principalement à Bosaczu, actuellement un quartier de Racibórz. En 1729, le Juif David Samson loue la distillerie du château de Ratibor. En 1736, l'empereur Charles VI, poussé par les commerçants chrétien de la ville, confirme l'interdiction aux Juifs de s'installer en ville.
Ce n'est qu'en 1787, que les Prussiens, pour des raisons économiques, autorisent de nouveau les Juifs à s'installer à Ratibor. Une nouvelle communauté se crée alors.

### De l'émancipation jusqu'à la Première Guerre mondiale
En 1796, il y a 30 familles juives à Ratibor. En 1798, on compte 30 maisons juives. Le 17 avril 1797, les autorités prussiennes adoptent le nouveau statut des Juifs (General-Juden Reglement für Süd und Neu-Ostpreussen) qui continue à reconnaitre les Juifs comme une nation séparée, mais leur permet d'acquérir la citoyenneté d'une ville. En février 1808, tous les privilèges féodaux sont abolis et les Juifs ont la possibilité de s'installer dans toutes les villes de Silésie sans autorisation préalable et d'acheter librement des biens immobiliers. Le 11 mars 1812, le roi Frédéric-Guillaume III publie le décret dit Édit d'émancipation accordant aux Juifs des droits similaires aux autres religions et dès le 23 juillet 1812, trois des conseillers municipaux sont des Juifs.
En 1814, la communauté achète à Jana Hutnego un terrain situé dans le vieux village sur une colline appelée la Montagne du Loup, pour la somme de 120 thalers, pour en faire un cimetière. Auparavant les morts étaient enterrés à Zülz, Langendorf ou Nikolai. En 1830, la communauté bâtit une première synagogue.
En 1828, on compte 863 Juifs, représentant 1,4% de la population totale. En 1832, il n'en a plus que 376, mais de nouveau 777 en 1847. En 1877, il y a environ 1 200 Juifs à Ratibor. L'expansion systématique de la communauté juive s'explique par l'arrivée de Juifs russeshabitant près de la frontière allemande, en raison des persécutions antisémites en Russie.La population juive joue un rôle important dans l'économie de la ville: sur le marché central, 17 boutiques sont détenues par des Juifs; près de la moitié des usines appartiennent à des Juifs.
En 1872 est fondée la Oberschlesische Synagogen-Gemeinden (Association des synagogues de Haute-Silésie) qui inclut Ratibor. Avec l'augmentation du nombre de fidèles, la communauté construit en 1887-1890 une nouvelle synagogue. À cette date, le rabbin est Adolf Blumenthal, diplômé du séminaire rabbinique de Berlin. Il est aidé dans sa tâche par Schimon Tonnenberg, premier Hazzan (chantre), Adolf Bieberfeld, professeur de religion, Rose Rawitscher, enseignante et Friedrich Wilhelm le Shames (bedeau de la synagogue) et en même temps boucher cachère.
La communauté juive développe de nombreuses institutions culturelles, sportives ainsi que des associations caritatives: l'Association d'histoire et de littérature juive, fondée à la fin du XIXe siècle possède sa propre bibliothèque richement fournie. En 1886 est fondée la loge maçonnique juive XVII no 361, dépendant du B'nai B'rith. Elle rassemble tous les intellectuels et industriels juifs de Ratibor et des environs. Elle sera active jusqu'en 1925.
En 1895, la communauté juive compte 1 021 personnes soit 4,7 % de la population totale de 21 680 habitants. À partir de cette date, le nombre de Juifs va aller en décroissant. Ils sont 948 en 1900 soit 3% de la population, 823 en 1905 soit 2,5 % de la population de 32 690 et 770 en 1910.

### L'entre-deux-guerres jusqu'au nazisme
À la fin de la Première Guerre mondiale, les Polonais de Silésie se révoltent pour demander son rattachement à la Pologne. La majorité des Juifs, penchent résolument du côté allemand.
Le 20 mars 1921, conformément au Traité de Versailles, se déroule le plébiscite de Haute-Silésie. la majorité des habitants de Ratibor vote pour rester en Allemagne et malgré les révoltes polonaises, la ville reste allemande. Lors de l'accord germano-polonais signé le 15 mai 1922, sous l'égide de la Société des Nations (SDN), les deux pays s'engagent à respecter le droit des minorités dans les territoires de Silésie qui leur sont attribués.
En 1928, la population juive de Ratibor est 706 personnes.

### La période nazie
En janvier 1933, avant l'arrivée au pouvoir des nazis, le nombre de Juifs à Ratibor est de 640. Ce nombre tombe à 563 en décembre de la même année. Dès leur arrivée au pouvoir, des mesures sont prises contre les Juifs. Le 1er avril 1933, les nazis décident dans toute l'Allemagne, du boycott des commerces et entreprises juives, des médecins et avocats juifs. En Silésie, ce boycott est en contradiction avec l'accord signé sous l'égide de la SDN et sous la pression internationale, les nazis décident de mettre fin dès le 3 avril 1933, au boycott antisémite en Haute-Silésie.
Le 15 juillet 1937, la Pologne et l'Allemagne décident d'abroger la convention de protection des minorités. Immédiatement toutes les lois antisémites du Troisième Reich sont étendues à toute la région allemande de Haute Silésie.
Lors de la nuit de Cristal, du 9 au 10 novembre 1938, la synagogue est incendiée et plusieurs magasins juifs pillés. Des hommes sont battus et arrêtés. L'émeute a été parfaitement planifiée. Une grande manifestation se déroule avant les évènements, pendant laquelle le responsable local de la propagande nazie lit des extraits du Talmud pour « l'amusement du peuple » (Volksbelustigung), et le Kreisleiter (chef de district) du parti nazi Alfred Hawellek (de) lance une violente diatribe contre les Juifs. Une grande partie des Juifs quittent alors Ratibor, émigrent ou tentent de se réfugier dans des grandes métropoles allemandes.
Lors du recensement du 17 mai 1939, il y a encore 309 Juifs à Ratibor.
Dès 1940, les Juifs valides sont regroupés dans un petit camp de travail forcé appelé Judenlager ou Judenlager-Arbeitslager, et obligés de travailler dans les usines locales. Ce camp est liquidé en janvier 1945. La déportation des 200 Juifs restés à Ratibor vers le ghetto de Theresienstadt, puis le camp d'extermination d'Auschwitz-Birkenau commence dès juillet 1942. Très peu survivront.

## Histoire de la synagogue

### La synagogue au Moyen Âge
Une synagogue existe déjà à Ratibor au Moyen Âge, avant 1495, située dans la Judengasse (ruelle des Juifs), à l'angle des rues actuelles Solna et Lecznicza, mais elle est laissée à l'abandon quand les Juifs sont chassés de la ville en 1510.

### La première synagogue
En 1825, la communauté compte environ 380 membres. Elle achète pour 1 650 thalers au maître charpentier Christopher Hornung un terrain, dans l'actuelle rue Szewska, situé à côté du magasin Silberman, pour y construire une synagogue. Sa construction prend deux ans et s'achève en 1830. Son style est le style classique de la région de Silésie. Elle dispose d'un espace séparé pour les hommes au rez-de-chaussée et pour les femmes dans la mezzanine, et pour la plus grande fierté de la communauté juive de Ratibor, elle possède une Menorah achetée à Barcelone. En 1863, la synagogue est restaurée et agrandie.

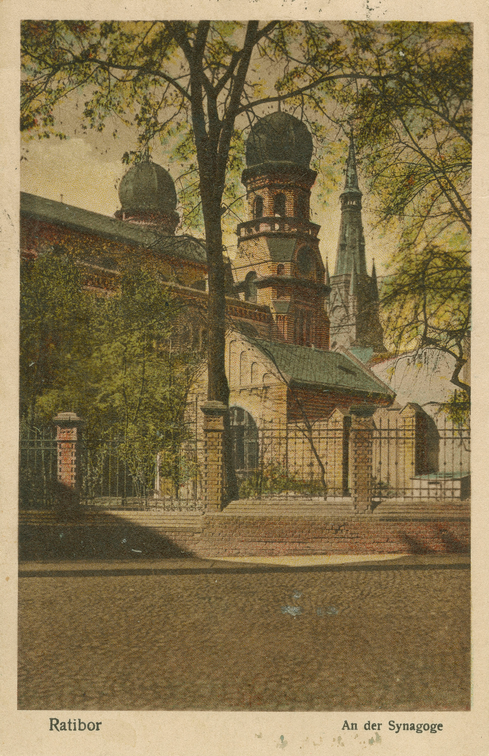
La synagogue vue de la façade nord en 1920

### La nouvelle synagogue
En 1887, à la suite de l'augmentation importante du nombre de fidèles, la communauté fait construire à l'emplacement de l'ancienne synagogue, après achat de plusieurs parcelles avoisinantes, un nouveau bâtiment dont les travaux s'achèveront en 1889. La nouvelle synagogue est construite sous forme basilicale, en style néo-baroque avec de nombreux ajouts mauresques. La façade principale côté ouest, est encadrée de deux tours surmontées chacune par un dôme en forme de bulbe reposant sur des trompes. En longueur, le bâtiment s'étend sur sept travées, toutes percées de hautes fenêtres. Le bâtiment de trois niveaux, dont le dernier en retrait, est recouvert d'un toit à double pente. À l'arrière du bâtiment, côté est, se trouve une large abside semi-circulaire, couvrant toute la largeur. Les murs extérieurs sont en briques profilées vernissées. À l'intérieur, une galerie réservée aux femmes courent sur trois côtés de la salle de prière.
La synagogue est inaugurée le 18 décembre 1889 (25 Kislev 5650) par le rabbin Dr Adolf Blumenthal. Son sermon est publié l'année suivante.
La synagogue, rue Szewska, , est idéalement située au centre de Ratibor et dans le voisinage de plusieurs églises chrétiennes.

Lors de la nuit de Cristal, du 9 au 10 novembre 1938, la synagogue est incendiée par des membres de la S.A.
Le bâtiment en ruine va survivre à la guerre, et ne sera rasé qu'en 1958 sur ordre des autorités de la République populaire de Pologne et la zone nivelée. Maintenant, à l'emplacement où s'élevait la synagogue a été aménagé un square qui donne directement sur l'école catholique de la paroisse de la WNMP (Assomption de la Bienheureuse vierge Marie).
Une plaque commémorative est inaugurée en 2001 sur le site de la synagogue détruite, dans l'ancienne Schuhbankstraße, rappelant le souvenir des familles juives de Ratibor victime du nazisme.

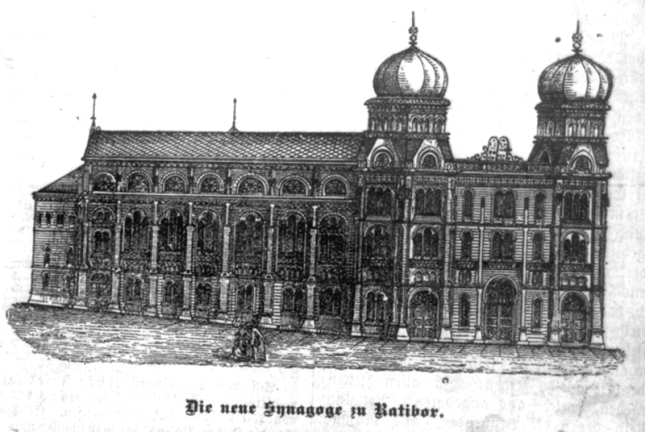
La nouvelle synagogue – Lithographie fin XIXe siècle
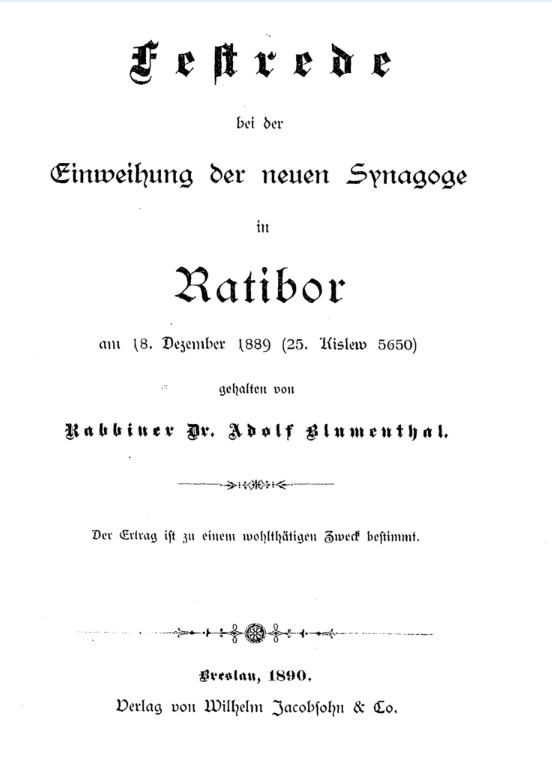
Sermon d'inauguration par le rabbin Blumenthal – publié en 1890
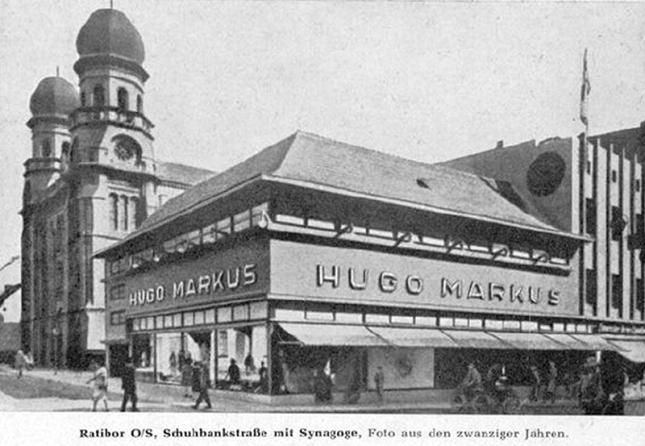
La synagogue dans les années 1920, vue de la Schuhbankstraße
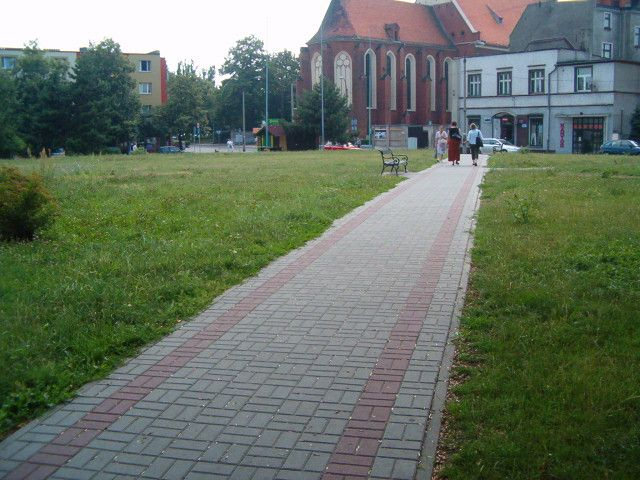
L'emplacement de la synagogue détruite transformée en parc donnant sur l'école catholique

### Le rabbin Adolf Blumenthal
Le rabbin Dr Adolf Abraham Isaac Blumenthal est né le 10 janvier 1863 à Breslau et est décédé le 15 janvier 1903 à Ratibor. Après des études dans des écoles privées et au collège à Berlin, il décroche son Abitur en 1884 au Lycée Sophie. Il entre la même année à l'université de Berlin et au séminaire rabbinique. Le 12 mars 1887, il obtient son doctorat à Leipzig, mais en 1890, il quitte le séminaire rabbinique sans passer d'examen. Néanmoins, il est nommé rabbin à Ratibor. En 1892, il est membre fondateur de l'Association des rabbins de Haute-Silésie et membre de l'Association des enseignants israélites de Silésie et de Posen. Il est marié avec Rosa, la fille de Fabian Feilchenfeld, grand-rabbin de Mecklembourg-Schwerin. Lors de sa nécrologie, le magazine Der Israelit honore son engagement contre l'antisémitisme:
« Même en tant que jeune étudiant…, il se hasarda dans l'antre du lion et combattit avec des paroles et des écrits contre les discours de haine… »